# نمس أبيض الذيل
النمس أبيض الذيل (الاسم العلمي:  Ichneumia albicauda). نوع من الثدييات اللاحمة يتبع فصيلة النمسيات.

## الموطن
يعيش النمس ذو الذيل الأبيض في معظم المناطق بإفريقيا جنوب الصحراء، وفي الجزء الجنوبي من شبه الجزيرة العربية، حيث ينتشر على الساحل الغربي من المملكة من جدة وجنوبا إلى اليمن.

## الوصف
يبلغ طول جسمه مع الرأس من 53 إلى 71 سم. ويزن من 2.0 إلى 5.3 كجم. وهو يشبه الثعلب أو الكلب في شكله العام وله أرجل طويلة سوداء اللون، وأذنين طويلتين ولون فراء بني مصفر والذيل طويل (من 40 إلى 47 سم) الثلث الأخير منه ذا لون أبيض، ويعتبر هذا النمس أطول وأثقل الأنواع الموجودة من عائلة النمس.
هذا النمس ليلي الحركة، ويعيش في الجحور المهجورة أو في التجاويف تحت جذور الأشجار. تضع الإناث من 2 – 4 من الصغار العمياء العارية الضعيفة ولكنها تنمو بسرعة. وهذه الأنواع من حيوان النمس لها أصوات صاخبة جدا، ويزداد صوت نباحها عن الطبيعي إذا شعروا بالخوف، وقد ينتج هذا الحيوان رائحة قوية من غدته العجزية للدفاع وإبعاد الأعداء وبخاصة الكلاب.

## التغذية
يتغذى النمس ذو الذيل الأبيض في الغالب على الحشرات، لكنه يتغذى أيضًا على مجموعة واسعة من الأطعمة الأخرى مثل: الجراد والخنافس، والصراصير، وحيوان الخلد يشكل الغالبية العظمى من نظامه الغذائي. وكذلك يأكل الفئران، الزبابة، السحالي، الثعابين، وصغار الطيور أيضًا جنبا إلى جنب مع الفواكه في بعض الأحيان.